# Указ о прекращении дискриминационных запретов на въезд в США
Указ о прекращении дискриминационных запретов на въезд в США (англ. Ending Discriminatory Bans on Entry to The United States) — указ президента США Джо Байдена, подписанный 20 января 2021 года и отменивший указ № 13780 «О защите нации от въезда иностранных террористов в Соединённые Штаты», который был подписан президентом Дональдом Трампом 6 марта 2017 года, вместе со связанными с ним указами № 9645, 9723 и 9983.

## История
Президентская прокламация представляет собой заявление президента по вопросу государственной политики, опубликованное в соответствии с конкретными полномочиями, предоставленными президенту Конгрессом, и, как правило, по вопросу, представляющему широкий интерес. Указы, президентские меморандумы и президентские прокламации составляются Управлением Федерального регистра (в рамках Национального управления архивов и документации) и печатаются Государственной типографией, которые публикуются ежедневно, за исключением федеральных праздников. Бесплатным источником для получения копии данных документов является Federal Register, содержащий правила государственных учреждений, предлагаемые правила и публичные уведомления.
Указ о прекращении дискриминационных запретов на въезд в США является вторым президентским указом, подписанным президентом Байденом 20 января 2021 года, и направлен на отмену серии указов и постановлений бывшего президента Дональда Трампа, которые запрещали въезд и ограничивали выдачу виз для иммигрантов из 14 стран, большинство из которых являются мусульманскими.

## Содержание и структура указа
Указ состоит из 4 разделов с подразделами. Первый раздел имеет название «Аннулирование», согласно которому указы № 13780, 9645, 9723 и 9983 отменяются. Согласно второму разделу «Возобновление обработки виз и устранение накопившихся дел об отказе», государственный секретарь должен дать указание всем посольствам и консульствам возобновить обработку виз в соответствии с аннулированием перечисленных указов, а также в течение 45 дней с даты подписания указа предоставить президенту отчёт с числом заявителей на визу США из стран, включённых в отменённые указы. Третий раздел «Обзор отношений по обмену информацией и план укрепления партнёрских отношений» отмечает, что в течение 120 дней с даты подписания указа государственный секретарь и министр внутренней безопасности должны предоставить президенту отчёт из обзора практики обмена информацией между правительствами других стран по отношению к Соединённым Штатам с целью оценки эффективности такой практики, их вклада в процессы проверки и проверки лиц, желающих въехать в США в качестве иммигрантов и неиммигрантов.